# JSS (The Walking Dead)
"JSS" é o segundo episódio da sexta temporada da série de televisão de drama pós-apocalíptico The Walking Dead. Foi exibida originalmente pela AMC em 18 de outubro de 2015. O episódio foi escrito por Seth Hoffman e dirigido por Jennifer Lynch.
O título do episódio, "JSS", significa "apenas sobreviver de alguma forma". A frase é atribuída à personagem Enid, sendo vista em seu pulso, uma vez que o episódio relata sua chegada à Alexandria e sua forma de adaptação ao novo mundo.
"JSS" é marcado pela morte de dezenas de personagens, resultado da invasão promovida pelo grupo intitulado "Wolfes" (Lobos, em português), à comunidade de Alexandria. A invasão da comunidade e o despreparo dos habitantes de Alexandria é o tema central da produção, que foca também na vida passada de Enid, na relação conturbada entre Carl Grimes e Ron Anderson e nas atuações distintas de Carol Peletier e Morgan Jones durante o combate contra os Wolfes, uma vez que ele se mostra favorável a manter a vida dos invasores, enquanto ela, disfarçada, adota a opção de executá-los. Carol foi a responsável pelo maior numero de Mortes contra os "Lobos", Protegendo Alexandria dos Assassinos, ja com a Falta do Líder Rick Grimes e os Demais. A maioria dos personagens principais, tais como Rick Grimes, Michonne, Daryl Dixon, Sasha, Glenn Rhee e Abraham Ford, não estão presentes neste episódio.

## Enredo
Em um flashback, os pais de Enid (Katelyn Nacom) são mortos por zumbis durante uma tentativa de consertar o carro. Trancada no carro, Enid chora enquanto zumbis devoram seus pais do lado de fora. Ela vagueia pela floresta sozinha, em busca de alimentos, escrevendo várias vezes as letras "JSS" (apenas sobreviver de alguma forma) em ossos de tartaruga, sujeira e janelas empoeiradas. Enid, eventualmente tropeça no portão de Alexandria e começa a se afastar, mas vendo "JSS" rabiscado em seu braço, muda de ideia e adentra na comunidade.
Nos dias atuais, Carol Peletier (Melissa McBride) coleta ingredientes na despensa para fazer o almoço. Olivia (Ann Mahoney), Erin (Tiffany Morgan) e Shelly Neudermeyer (Susie Spear Purcell) também estão presentes na despensa, e Shelly mais uma vez reclama sobre querer uma máquina fabricante de massas frescas. Carol se oferece para ensiná-la a fazer massas sem o uso de uma máquina, e comenta que ela deveria estar mais preocupada com seu hábito "nojento" de fumar em ambientes fechados. Ao sair da despensa, Carol vê Sam Anderson (Major Dodson) deprimido em sua varanda, e bruscamente diz a ele para superar a morte de seu pai.
Jessie (Alexandra Breckenridge) tenta dar a Ron (Austin Abrams) um novo corte de cabelo. Ele culpa ela pela morte de seu pai e mostra-se com raiva porque ela é amiga de Rick Grimes (Andrew Lincoln). Jessie defende Rick e lembra a Ron que seu pai era um homem perigoso, pedindo-lhe para levantar seu braço esquerdo acima de sua cabeça, o que ele é incapaz de fazer. Ela pede a ele para dizer-lhe porque ele não pode, apenas para Ron com raiva perguntar-lhe se Rick é seu "amigo" agora. Ela diz que sim, e Ron vai embora, ainda com raiva.
Maggie Greene (Lauren Cohan) sugere a Deanna Monroe (Tovah Feldshuh) que elas façam uma horta com as sementes de hortaliças encontradas pelo grupo num armazém próximo. Ela incentiva Deanna - ainda em choque pela morte de seu filho e marido - a liderar a comunidade mais uma vez, já que esse era um desejo de seu marido. Enquanto isso, na enfermaria, Eugene Porter (Josh McDermitt) e Tara Chambler (Alanna Masterson) procuram Denise Cloyd (Merritt Wever), a nova médica. Tara se queixa de sentir dores de cabeça, enquanto Denise explica que estudou cirurgia na faculdade de medicina, mas mudou para a psiquiatria, depois de ter ataques de pânico.
Carl Grimes (Chandler Riggs) vê Ron e Enid sentados do lado de fora. Ele mostra-se incomodado, mas continua caminhando com sua irmã, Judith, que está em um carrinho de bebê. Padre Gabriel (Seth Gilliam) encontra Carl e pede para ele ensiná-lo modos de auto-defesa, pedindo desculpas por seu comportamento egoísta e afirmando que ele está pronto para começar a viver no novo mundo. Carl ignora Gabriel no início, em seguida, tem uma mudança de atitude, convidando-o para ter aulas de auto-defesa daqui a algumas horas, utilizando um facão.
Após preparar uma torta, Carol ajusta o relógio para apitar assim que esta estiver pronta, depois de colocá-la no forno. Ela olha pela janela e observa Shelly Neudermeyer fumando, do lado de fora. De repente, um homem aparece e ataca Shelly Neudermeyer com um facão, matando-a. Mesmo surpresa, Carol reage de imediato, ordenando que Carl permaneça dentro de casa protegendo Judith.
Do lado de fora de Alexandria, Maggie e Deanna ouvem uma comoção no interior da comunidade. Elas vêem, em seguida, os Wolfes escalando a cerca e se infiltrando na comunidade. Enquanto isso, Jessie pede que Sam se esconda no armário, da forma como ela o havia ensinado. Sam se recusa a se esconder sem a sua mãe, mas ela alega que precisa ir em busca de Ron. Com a insistência de Sam e um barulho vindo de uma das janelas, Jessie se esconde no armário com seu filho, enquanto uma mulher, membro dos Wolfes, anda pela casa.
Com o caos tomando conta das ruas, Enid entra na casa de Carl para dizer adeus antes de sair da comunidade. Entretanto, Carl a convence a ficar ali e ajudar a proteger Judith. Andando por detrás das casas, Carol observa os Wolfes levar pessoas presas em correntes e um deles pintando a letra "W" em sua testa, com sangue. Ela tenta salvar Erin do ataque de Aphid, um dos Wolfes, mas chega tarde demais. Aphid corta o estômago de Erin, e Carol, depois de alcançá-lo, o mata com uma facada na cabeça. Carol detém Erin e a mantém quieta para não alertar o resto dos Wolfes, e depois esfaqueia a vizinha na parte traseira de sua cabeça como um ato de misericórdia.
Na torre de vigia, Spencer tenta atirar contra vários membros dos Wolfes, mas não consegue. Ele percebe a chegada de um caminhão de carga, que se dirige em direção ao portão principal. Spencer atira no motorista do caminhão, matando-o, e o caminhão se choca contra a parede, fazendo com que a buzina seja acionada. Spencer tenta sair da torre de vigia para parar a buzina, mas é impedido, já que a porta está bloqueada.
Holly (Laura Beamer), uma das pessoas que ficavam na torre de vigia, é levada às pressas para a enfermaria após ser salva por Rosita Espinosa (Christian Serratos) e Aaron (Ross Marquand). Denise mostra-se nervosa ao se deparar com Holly machucada, afirmando não se sentir qualificada para operá-la. Tara mostra-se indignada com as afirmações de Denise, exigindo que ela salve a vida de Holly, argumentando que ela se ocupava em proteger a vida de todos ali. Denise reage e decide fazer a cirurgia em Holly, com Tara, Eugenne e Eric Raleigh (Jordan Woods-Robinson) permanecendo na enfermaria, enquanto Rosita e Aaron voltam para as ruas para lutar contra os Wolfes.
Spencer finalmente chega ao caminhão, mas hesita quando encontra o motorista reanimado como zumbi. Morgan aparece e mata o motorista-zumbi, parando a buzina. Percebendo o medo de Spencer, Morgan ordena que ele se esconda no caminhão. Dentro de Alexandria, Morgan confronta um Wolfe que está armado com um machado. O Wolfe permite que Morgan escolha como irá morrer, se será de uma forma rápida ou lenta, mas Morgan lhe manda ir embora e não voltar mais ali. Carol, disfarçada de Wolfe, apunhala o adversário de Morgan antes do início da luta. Morgan furiosamente diz a ela que eles não devem matar pessoas, e que eles poderiam ter simplesmente deixado-o desacordado. Carol pede ajuda à Morgan para chegar ao arsenal, mostrando-se indiferente sobre a ideia de não matar os adversários.
Deanna decide ficar fora dos muros, já que ela não possui habilidades de luta. Maggie diz a Spencer para manter Deanna segura dentro do caminhão. Enquanto isso, Denise entra em pânico após descobrir que Holly está sangrando internamente, depois de ter sido agredida. Tara e Eugene incentivam Denise a superar seus medos e realizar a cirurgia em Holly.
Ron, escondido atrás de uma árvore, é descoberto por um dos Wolfes, que passa a persegui-lo com uma faca na mão. Antes que o homem alcance Ron, Carl atira em sua perna, deixando-o incapacitado e em agonia. Ele se prepara para executar o homem, mas o adversário, aos prantos, implora por sua vida, deixando Carl sem atitude. Após Carl reduzir sua defesa, o homem violentamente tenta tomar sua arma, obrigando Carl a atirar e matar o adversário. Ron, ao perceber que Enid estava escondida junto de Carl, se recusa a abrigar-se na casa e vai embora. Jessie ouve Ron chegar em casa. Ela sai do armário para avisar Ron de que há um inimigo no local, mas logo é atacada por uma mulher Wolfe, que a joga no chão e a deixa quase inconsciente. Jessie, sorrateiramente, pega uma tesoura e esfaqueia a mulher no peito repetidas vezes, enquanto Ron observa toda a ação.
No percurso até o arsenal, Morgan e Carol se deparam com Padre Gabriel Stokes sendo atacado por um Wolfe. Carol pede que Morgan ignore Gabriel e continue caminhando, mas ele a abandona e decide salvar Gabriel. Morgan defende Gabriel de seu atacante, poupando a vida do inimigo. Enquanto isso, Carol é questionada por diversos Wolfes, sendo confundida com um homem chamado Aphid (o Wolfe que ela matou e roubou as vestimentas). Ela surpreende todos eles após sacar uma arma e atirar repetidas vezes, matando alguns. No arsenal, Carol luta bravamente com uma mulher Wolfe, conseguindo matá-la. Ela pega todas as armas pequenas e coloca em uma sacola. Olivia, que está escondida no armário, assusta-se ao ver Carol, mas logo recupera-se ao ver que é alguém da própria comunidade. Carol instrui Olivia como usar uma arma e sai para as ruas.
Gabriel e Morgan estão amarrando as mãos de um Wolfe. O homem acorda e começa explicando que o seu grupo está "libertando" as pessoas "presas" de Alexandria, pelo fato de que "essas pessoas não pertencem mais a este mundo". Para desespero de Morgan, Carol dispara contra o homem, matando-o, e começa a distribuir armas. Morgan entrega sua arma para Gabriel. Enquanto isso, Rosita e Aaron matam os adversários que saquearam algumas das casas.
Morgan encontra um grupo de Wolfes perto do portão principal e ordena-lhes que saiam. Um dos Wolfes reconhece Morgan, tendo sido um dos dois que ele tinha atacado antes de chegar à Alexandria. O Wolfe se mostra indignado com Morgan, afirmando que ele deverá morrer por ter escolhido esta vida. Morgan mais uma vez ordena que os inimigos saiam de Alexandria, contando-lhes que há várias pessoas os observando e prontas para matá-los, se for o caso. Os Wolfes fogem, mas não antes de um deles levar consigo uma arma caída ao chão. Morgan fecha a porta atrás deles.
Com o fim do conflito, Carol observa Shelly Neudermeyer, que está morta. Ela pega o maço de cigarros que pertencia à Shelly, mas não tem coragem de fumar. Carol mostra-se abalada pelo que aconteceu. Em estado de choque, Aaron caminha por uma rua repleta de corpos. Ele esfaqueia um homem na cabeça, para evitar sua reanimação, e percebe que ele tem a mochila que ele perdeu ao escapar da emboscada no caminhão. Aaron acha as fotos de Alexandria dentro e, horrorizado, percebe que foi desta forma que os Wolfes encontraram a comunidade.
De volta à enfermaria, Holly morre na mesa de operação. Denise pede a Tara, Eugene e Eric por um momento a sós. Tara lembra Denise de que ela deve destruir o cérebro de Holly, para evitar a reanimação. Maggie, Deanna, Rosita e Spencer patrulham o perímetro. Spencer pergunta como Rosita é capaz de viver em face de tal desespero. Ela explica que seus amigos lhe dão alguma coisa pelo qual vale a pena morrer. Em casa, Carl encontra um bilhete de despedida de Enid: "Apenas alguma forma sobreviver", diz o texto.
Em uma casa, Morgan encontra o outro Wolfe que ele conheceu na floresta fora de Alexandria. O homem insulta Morgan por não ter-lhe matado quando ele teve a chance. Os dois brigam e depois Morgan deixa-o inconsciente. Mais tarde, Morgan e Carol caminham em extremidades opostas, em uma das ruas cheias de cadáveres de Alexandria, recusando-se a reconhecer uns aos outros quando eles passam.

## Recepção
| |  |  |
| Melissa McBride (esquerda) e Lennie James (direita) foram elogiados pela crítica, com muitos elogiando os personagens com contrastantes pontos de vista. |  |  |

O episódio foi aclamado pela crítica. Ele ganhou uma avaliação de 96% com uma pontuação média de 8,9 de 10 pontos no Rotten Tomatoes, cujo consenso afirmou que "JSS é um exemplo ótimo em The Walking Dead de fazer o máximo de seus personagens variados". Foi observado principalmente o desempenho da atriz Melissa McBride, bem como os Wolves, o assalto em Alexandria e o passado de Enid.
Zack handlen, de The A.V. Club, classificou o episódio em um A positivo (nota máxima), observando o papel poderoso de Melissa McBride, no papel de Carol Peletier. Matt Fowler, da IGN, deu uma média de 9,3 de 10 pontos, elogiando Melissa McBride e a cena de abertura com Enid, além das cenas de ação intensa. Ele mostrou surpresa no início súbito do ataque dos lobos, mas criticou sobre o dilema de Denise sendo menos atraente como as outras cenas.

### Audiência
Na sua primeira transmissão na AMC nos Estados Unidos, em 18 de outubro de 2015, o episódio recebeu 12,18 milhões de espectadores. O episódio teve menos audiência que o anterior, o qual era a estréia da temporada, que foi assistido por 14,63 milhões de espectadores, e foi também o episódio menos assistido da série desde o meio da quarta temporada.
Dentro de três dias, incluindo a reprodução DVR, o episódio foi assistido por 17,08 milhões de espectadores.